# Monsma State
Monsma State is een monumentaal pand in Bolsward in de provincie Friesland.

## Beschrijving
De state werd in 1709 gebouwd voor Sipke Jansz. Monsma. Het is een huis met een ionische pilastergevel en daarboven in het midden een halsgevel met klauwstukken. In de schuur is het Kleine Boerenmuseum gevestigd.

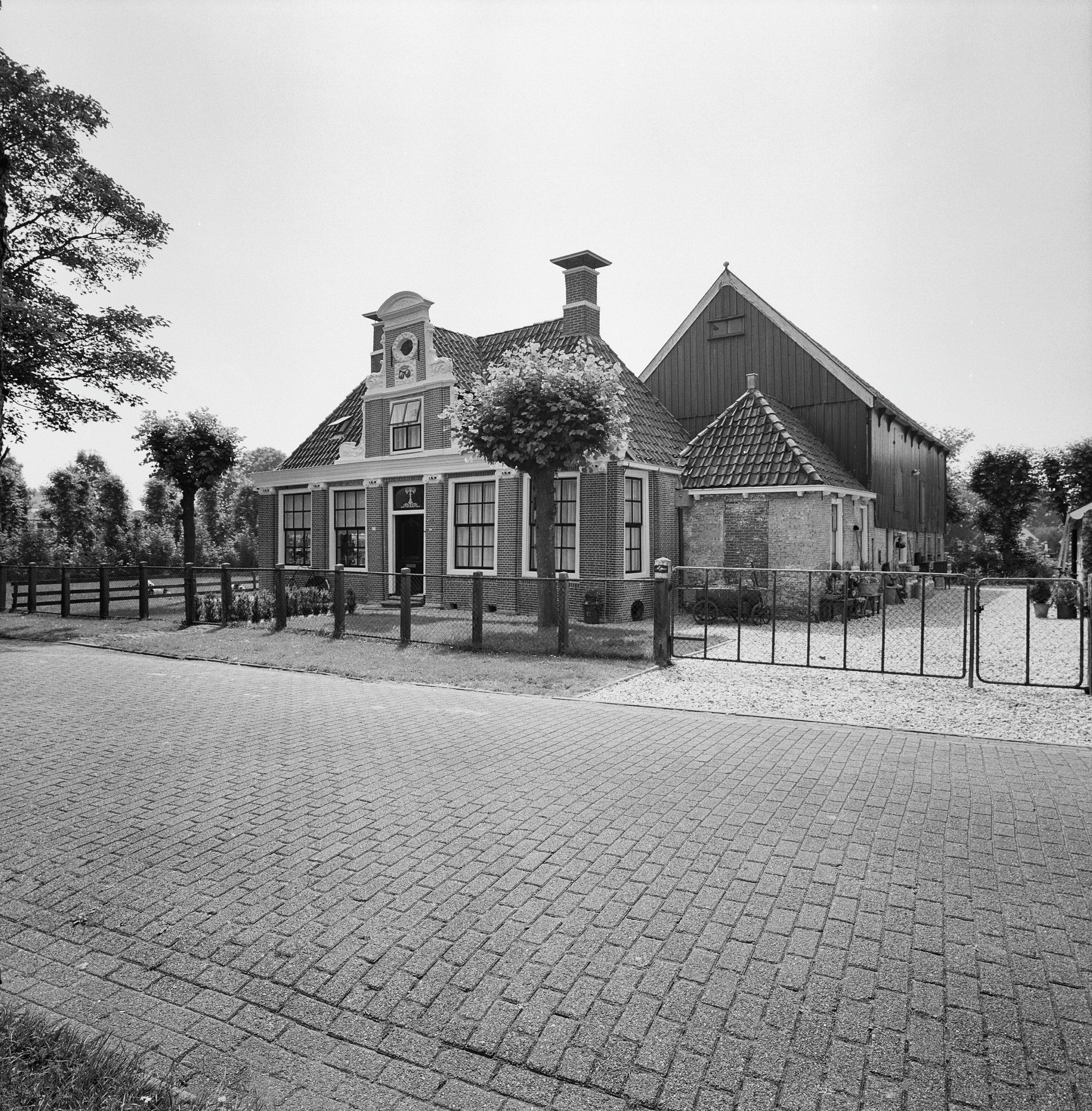
Zijgevel met schuur